# Daniel Sada Castaño
Daniel Sada Castaño (Madrid, 1963) es el actual rector de la Universidad Francisco de Vitoria desde septiembre de 2003.

## Formación y publicaciones
Daniel Sada Castaño es licenciado en Ciencias Económicas y Empresariales desde el año 1987 por la Universidad Complutense de Madrid. Doctor en Derecho desde 2003, por la Facultad de CC Jurídicas y de la Administración en la Universidad CEU San Pablo. 
Ha publicado su tesis doctoral como libro: Gilbert Keith Chesterton y el distributismo inglés en el primer tercio del siglo XX (Madrid. Fundación Universitaria Española. 2005).
Realizó un máster en Filosofía por la Universidad Francisco de Vitoria.

## Actividad docente
Es profesor de Ética Profesional desde 1997 en la Universidad Francisco de Vitoria.
Profesor titular de la asignatura “Participación Ciudadana y Tercer Sector ante la Globalización”, en el Máster de Acción Política y Participación Ciudadana del Colegio de Abogados de Madrid. Y en el "Máster de Estudios Políticos Aplicados", de la Fundación Internacional para la Administración y Políticas Públicas.

## Trayectoria profesional
En 1987 participó en la fundación de la Asociación IUVE, de la que fue Presidente hasta 1995.
En 1990 organizó, dentro de los Cursos de Verano de El Escorial, el “Forum Este-Oeste” que convocó a los principales líderes universitarios participantes en los cambios políticos del Este europeo, previos a la caída del Muro de Berlín en 1989 así como a alguno de los organizadores y protagonistas de la revolución estudiantil de Tiannanmen. También y dentro de estos prestigiosos Cursos de Verano ha organizado cada año y desde 1991 el curso “Universitarios hoy, líderes mañana”, dedicado a la reflexión sobre la esencia universitaria, en los que han venido participando representantes de las principales universidades del mundo.
Por encargo de la Universidad Complutense de Madrid y la Universidad de Alcalá fue director del Comité Organizador del Congreso Internacional de Universidades que, siendo inaugurado por SS.MM. Los Reyes de España en julio de 1992, reunió a más de 150 rectores y 800 expertos educativos de universidades de todo el mundo.
Durante 1993-94 fue director del Comité Organizador del VII Centenario de la Universidad Complutense de Madrid, coordinando la realización de todas las actividades programadas para celebrar dicho Centenario
Posteriormente, hasta su nombramiento como Rector de la Universidad Francisco de Vitoria, Daniel Sada Castaño ha sido Director de la Fundación Carolina, dependiente del Ministerio de Asuntos Exteriores.
Con anterioridad ha desempeñado los cargos de director general de Voluntariado y Cooperación al Desarrollo de la Comunidad de Madrid. Y de Vocal Asesor para Asuntos Sociales en el Gabinete de Presidencia del Gobierno de José María Aznar.

## Premios
Ha recibido la Gran Cruz al Mérito Civil, de la Orden del Mérito Civil (España), en enero de 2004.

## Vida personal
Está casado y tiene cuatro hijos.